# Heinrich Grosch

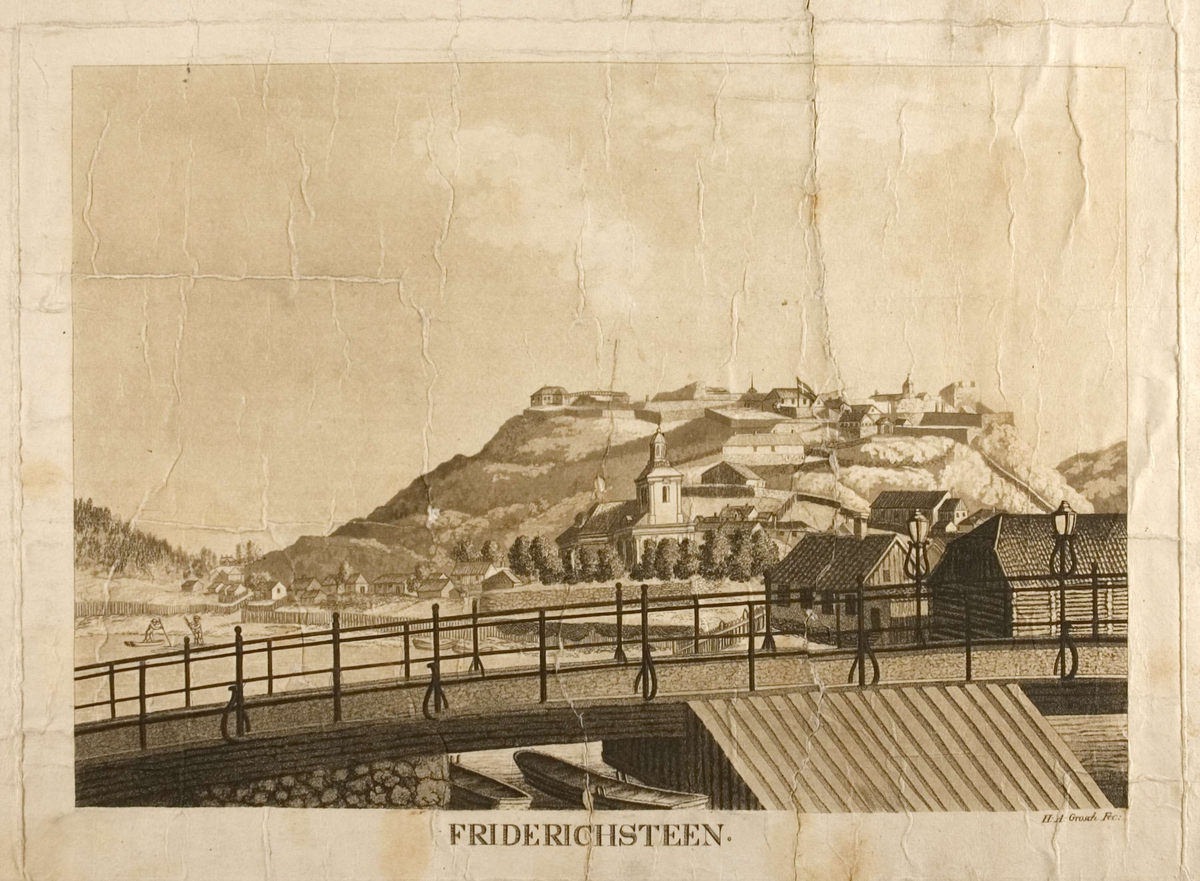
Halden och Fredrikstens fästning av Grosch.

Heinrich August Grosch, född 1763, död 1843, var en dansk kopparstickare och målare. Han var far till Christian H. Grosch.
Grosch fick sin utbildning i Köpenhamn och verkade sedan som landskapsmålare. År 1811 flyttade han över till Norge och kom genom sin lärarverksamhet vid Den konglige kunst- och tegneskola i Kristiania att utöva ett stort inflytande på konstlivet i Norge.